# Oncologie vétérinaire

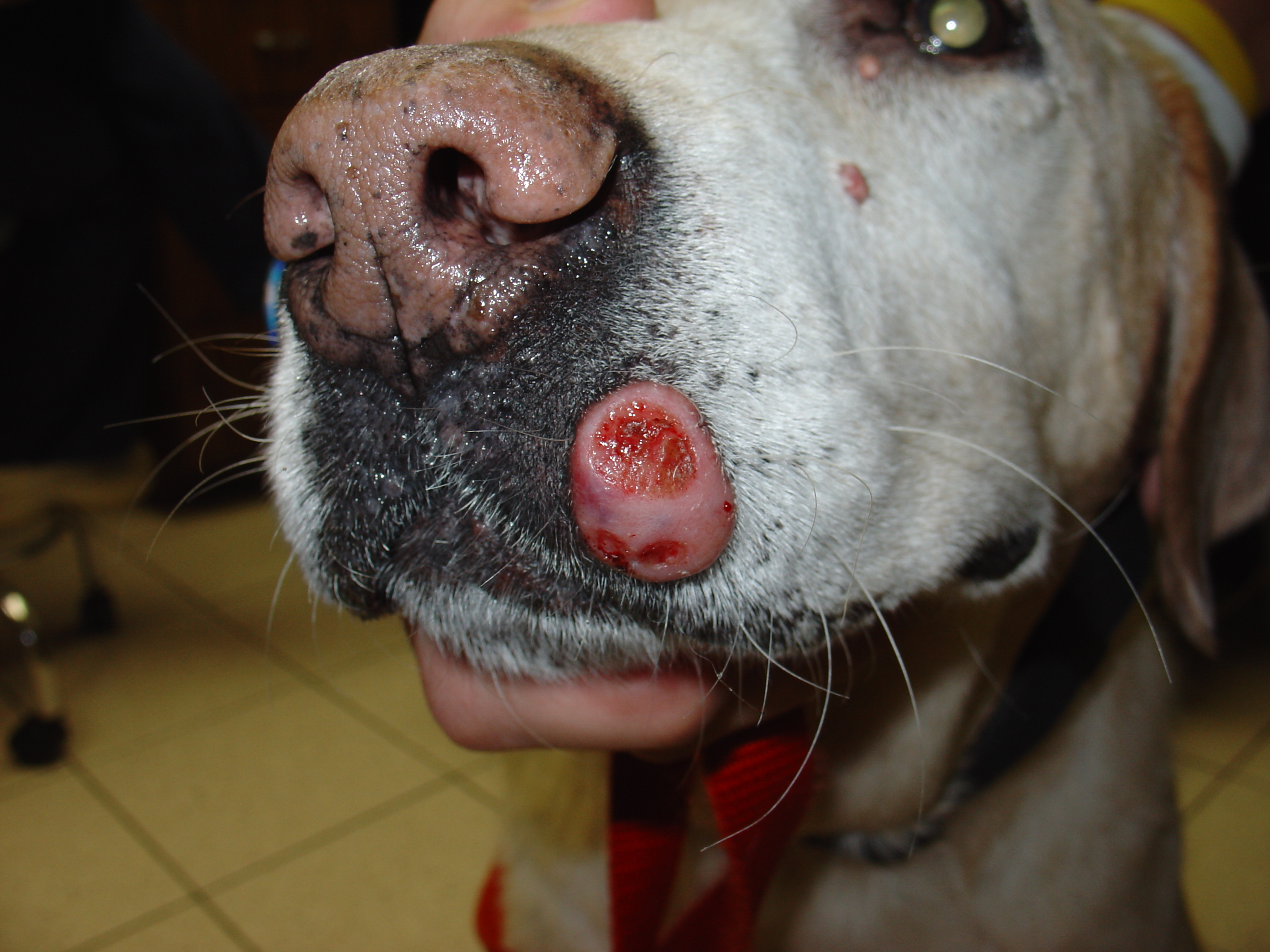
Tumeur mastocytaire sur la lèvre d'un chien

L'oncologie vétérinaire est une spécialité de la médecine vétérinaire qui traite du diagnostic et du traitement du cancer chez les animaux. Le cancer est une cause majeure de mortalité chez les animaux de compagnie. Dans une étude, 45 % des chiens ayant atteint l'âge de 10 ans ou plus sont morts d'un cancer.
Les tumeurs cutanées sont le type de tumeur le plus fréquemment diagnostiqué chez les animaux domestiques pour deux raisons : 1. exposition constante de la peau de l'animal au soleil et à l'environnement extérieur, 2. les tumeurs cutanées sont faciles à voir car elles se trouvent à l'extérieur de l'animal.

## Statistiques sur le cancer

### Chiens mâles
| Type de cancer       | % du nombre total de cancers |
| -------------------- | ---------------------------- |
| Tissu conjonctif     | 17                           |
| Testicule            | 16                           |
| Peau (mélanome)      | 14                           |
| Bouche et gorge      | 10                           |
| Lymphome             | 10                           |
| Os                   | 4                            |
| Estomac et Intestins | 3                            |
| Cavité nasale        | 1-2                          |

,

### Chiennes
| Type de cancer                       | % du nombre total de cancers |
| ------------------------------------ | ---------------------------- |
| Sein                                 | 51                           |
| Tissu conjonctif                     | 9                            |
| Bouche et gorge                      | 8                            |
| Peau (mélanome)                      | 6                            |
| Lymphome                             | 5                            |
| Voies/canaux hépatiques et biliaires | 2                            |
| Os                                   | 2                            |

,
Ces statistiques, datant des années 1960, peuvent ne pas être une représentation précise du cancer chez les chiens actuellement.

## Liens entre le cancer humain et animal
Les animaux de compagnie tels que les chiens et les chats souffrent de plusieurs des mêmes types de cancer que les humains. La recherche sur le cancer avec des chiens a contribué à la conception d'essais cliniques pour le traitement du cancer chez l'homme. Dans l'esprit du mouvement One Health (recherche collaborative mondiale sur la santé humaine et animale), de telles connexions homme-animal dans la recherche sur le cancer pourraient profiter à la fois aux humains et aux animaux atteints de cancer à l'avenir,.
Les animaux atteints de cancer fonctionnent aussi parfois comme des sentinelles animales qui fournissent une alerte précoce des agents cancérigènes et un danger pour la santé environnementale pour les humains,.

## Questions éthiques
Les vétérinaires utilisent l'échelle HHHHHMM pour discuter de la qualité de vie des animaux avec les propriétaires d'animaux avant qu'une décision d'euthanasie ne soit prise pour un animal atteint d'une maladie incurable comme le cancer (les lettres signifient Hurt Hunger Hydration Hygiene Happiness Mobility et "More good days than bad days" ),.

## Sources et références
1. 1 2  Stephen J. Withrow, Small Animal Clinical Oncology, Philadelphia, W.B. Saunders, 2007, xv–xvii (ISBN 978-0-7216-0558-6), « Why worry about cancer in pets? »
2. ↑  Tumors of the Skin and Soft Tissues: Introduction, The Merck Veterinary Manual http://www.merckvetmanual.com/mvm/index.jsp?cfile=htm/bc/72200.htm&word=neoplasm
3. 1 2  Veterinary Medicine @ About - information about pets, diseases, vet schools
4. 1 2  Kelsey, Moore et Glickman, « Epidemiologic Studies of Risk Factors for Cancer in Pet Dogs », Epidemiologic Reviews, vol. 20, no 2,‎ 1998, p. 204–17 (PMID 9919439, DOI 10.1093/oxfordjournals.epirev.a017981)
5. ↑  Thamm et Dow, « How companion animals contribute to the fight against cancer in humans », Veterinaria Italiana, vol. 45, no 1,‎ 2009, p. 111–20 (PMID 20391394, lire en ligne)
6. ↑  Rabinowitz, Scotch et Conti, « Human and animal sentinels for shared health risks », Veterinaria Italiana, vol. 45, no 1,‎ 2009, p. 23–4 (PMID 20148187, PMCID 2818012)
7. ↑  Withrow, Stephen J., and MacEwen, E. Gregory, eds. Small Animal Clinical Oncology. 4th ed. Philadelphia, PA: W.B. Saunders, c2007, pp. 12–15.
8. ↑  Villalobos, A.E., Quality of Life Scale Helps Make Final Call, Veterinary Practice News, September 2004 in Canine and Feline Geriatric Oncology Honoring the Human-Animal Bond, Blackwell Publishing, Table 10.1, 2006 Adaption: http://www.veterinarypracticenews.com/vet-practice-news-columns/bond-beyond/quality-of-life-scale.aspx
9. ↑  The Merck/Merial Manual For Pet Health: The complete health resource for your dog, cat, horse or other pets – in everyday language, eds. Cynthia M. Kahn, Scott Line, Merck & Co., Inc., 2007,  (ISBN 0-911910-99-9),  (ISBN 978-0-911910-99-5), p. 1250.